# Mirobisium cavimanum
Mirobisium cavimanum es una especie de arácnido del orden Pseudoscorpionida de la familia Gymnobisiidae.

## Distribución geográfica
Se encuentra en Bolivia.